# Gurtungsdeck
Das Gurtungsdeck ist ein Schiffsdeck auf einem Schiff.

## Einzelheiten
Nach Definition der Behörden und der Klassifikationsgesellschaften ist das Gurtungsdeck das oberste auf ganzer Länge durchlaufende Deck eines Schiffes, in dem sich die Festigkeitsverbände des Schiffsrumpfs befinden. Bei Volldeckschiffen ist es normalerweise auch gleichzeitig das Hauptdeck. Sind, wie bei zahlreichen Spezialschiffen üblich, über dem Hauptdeck jedoch noch ein oder mehrere auf ganzer Länge durchlaufende Decks angeordnet, deren Festigkeitsverbände bedeutender sind, so weichen Hauptdeck und Gurtungsdeck voneinander ab.